# Шубигер, Юрг
Юрг Шубигер (нем. Jürg Schubiger, 14 октября 1936, Цюрих — 15 сентября 2014, там же) — швейцарский писатель и психотерапевт, известный своими книгами для детей.

## Биография
Родился в Цюрихе в семье издателя, вырос в Винтертуре. Учился в коммерческом училище, работал учеником на картонной фабрике, столяром, подсобным рабочим на стройке, садовником в Южной Франции, копирайтером в рекламном агентстве в Цюрихе. В 1957—1959 годах самостоятельно подготовился и сдал экзамен на аттестат зрелости.
Изучал германистику, психологию и философию в университете Цюриха и получил в 1969 году степень PhD, защитив диссертацию о рассказе Ф.Кафки «Метаморфозы».
В 1969—1979 работал в педагогическом издательстве и одновременно изучал групповую психотерапию. С 1979 года работал как частнопрактикующий психотерапевт и одновременно вёл литературную работу.
В творчестве Шубигера удивительным образом переплетаются мифология и повседневная реальность, сказка и философские размышления. Рассказы Шубигера, написанные для детей, во многом схожи с классическими сказками, персонажами многих из них являются животные или предметы. Его произведения для детей включают в себя стихи, рассказы, комиксы и короткие повести, но есть у него и романы. О произведениях Шубигера говорят, что он пишет о взрослом мире, глядя на него из мира детства. Главные герои книг Шубигера — дети, открывающие для себя мир; казалось бы, тогда и главными читателями должны быть такие же любознательные дети, но книги Шубигера привлекают и немало взрослых — своей скрывающейся за нарочитой простотой философской глубиной и жизненной мудростью.

## Личная жизнь
В 1960 году женился, у него родились двое сыновей. Он жил до своей смерти в Цюрихе с второй женой, Ренатой Беннингер, у него было семь внуков и одна правнучка.

## Награды
- 1996: Германская премия за детскую литературу[нем.]
- 1996: Премия Швейцарии за книги для  детей  и юношества[нем.] за книгу Als die Welt noch jung war
- 1997: «Серебряное перо»[нем.] за книгу Als die Welt noch jung war
- 2003: Премия Шиллера банка кантона Цюрих[нем.] за книгу Haller und Helen
- 2004: «Люкс»[нем.] за книгу Seltsame Abenteuer des Don Quijote
- 2005: Премия Швейцарии за книги для  детей  и юношества[нем.] за книгу Die Geschichte von Wilhelm Tell
- 2008: Премия Х. К. Андерсена
- 2009: Премия Zolliker в области искусства за книгу Die kleine Liebe
- 2010: «Люкс» за книгу Der Wind hat Geburtstag.

### Произведения для детей
- Dieser Hund heißt Himmel. Tag- und Nachtgeschichten. Beltz und Gelberg, Weinheim 1978, ISBN 3-407-80541-1
- Das Löwengebrüll. Märchen, Geschichten. Beltz und Gelberg, Weinheim 1988, ISBN 3-407-80190-4
- Als die Welt noch jung war. Beltz und Gelberg, Weinheim 1995, ISBN 3-407-79653-6; Taschenbuch ebd. 2000, ISBN 3-407-78393-0
  - When the world was new: stories  Annick Press Ltd., 1996, ISBN 978-1-55037-500-8
- Mutter, Vater, ich und sie. Erzählung. Beltz und Gelberg, Weinheim 1997, ISBN 3-407-79748-6; Taschenbuch ebd. 2001, ISBN 3-407-78479-1
- Wo ist das Meer? Geschichten. Beltz und Gelberg, Weinheim 2000, ISBN 3-407-79806-7; Taschenbuch ebd. 2003, ISBN 3-407-78554-2
- Seltsame Abenteuer des Don Quijote. Aufbau, Berlin 2003, ISBN 3-351-04046-6
- Die Geschichte von Wilhelm Tell. Nagel & Kimche, München 2003, ISBN 3-312-00942-1; DTV, München 2006, ISBN 3-423-62268-7
- Aller Anfang (with Franz Hohler). Beltz und Gelberg, Weinheim 2006, ISBN 3-407-79914-4
- Der weiße und der schwarze Bär. Hammer, Wuppertal 2007, ISBN 978-3-7795-0078-0
- Zebra, Zecke, Zauberwort (with Isabel Pin). Hammer, Wuppertal 2009, ISBN 978-3-7795-0226-5;
- Der Wind hat Geburtstag. Hammer, Wuppertal 2010, ISBN 978-3-7795-0282-1
- De Strubelpeter. Mundartfassung. Elfundzehn, Eglisau 2010, ISBN 978-3-905769-20-3

### Проза
- Barbara. Erzählung. Tschudy, St. Gallen 1956
- Guten Morgen. Eine Erzählung. Tschudy, St. Gallen 1958
- Die vorgezeigten Dinge. Geschichten. Zytglogge, Gümligen 1972, ISBN 3-7296-0010-9
- Haus der Nonna. Eine Kindheit in Tessin (with Joli Schubiger-Cedraschi). Huber, Frauenfeld 1980; überarbeitete Neuausgabe: Limmat, Zürich 1996, ISBN 3-85791-270-7
- Unerwartet grün. Luchterhand, Darmstadt 1983, ISBN 3-472-86564-4
- Hin- und Hergeschichten (with Franz Hohler). Nagel & Kimche, Zürich 1986, ISBN 3-312-00118-8; Fischer Taschenbuch, Frankfurt am Main 1989, ISBN 3-596-29258-1
- Hinterlassene Schuhe. Novel. Nagel & Kimche, Zürich 1989, ISBN 3-312-00142-0
- Haller und Helen. Novel. Haymon, Innsbruck 2002, ISBN 3-85218-396-0
- Das Ausland. Hammer, Wuppertal 2003, ISBN 3-87294-929-2
- Du stehst in meinen Leben herum. Journal zu zweit (mit Renate Schubiger). Zytglogge, Oberhofen 2004, ISBN 3-7296-0681-6
- Die kleine Liebe. Novel. Haymon, Innsbruck 2008, ISBN 978-3-85218-558-3